# Daniel Comboni
Daniel Comboni, MCCI, wł. Daniele Comboni (ur. 15 marca 1831 w Limone sul Garda, zm. 10 października 1881 w Chartumie) – włoski biskup katolicki i misjonarz, założyciel kombonianów i sióstr kombonianek, czczony w Kościele katolickim jako święty. Wspomnienie przypada 10 października.

## Życiorys
Comboni przyszedł na świat w rodzinie ogrodników Luigiego i Dominiki Pace, pochodzącej z Cadrii w gminie Magasa. Rodzina ze strony ojca była spowinowacona z rodem szlacheckim z Muslone. Daniele posiadał 7 braci, którzy umarli w wieku dziecięcym. Zimą 1843 wstąpił w Weronie do szkoły z internatem dla ubogich dzieci ufundowanej przez ks. Nicola Mazzę. Kapłan ten rozpalił w Combonim pasję dla Afryki i działalności misjonarskiej. Będąc jeszcze dzieckiem Comboni podjął decyzję o poświęceniu się misjom jako kapłan. W 1849 złożył ślub na ręce ks. Mazzy, że poświęci całe swoje życie misjom w Afryce Subsaharyjskiej. Po odbyciu studiów filozoficzno-teologicznych został wyświęcony na kapłana 31 grudnia 1854 przez biskupa Trydentu, późniejszego błogosławionego, Jana Nepomucena von Tschiderera.
W pierwszą podróż misyjną do Afryki Comboni wyruszył 8 września 1857. Towarzyszyli mu czterej inni kapłani związani ze szkołą ks. Mazzy: Giovanni Beltrame, Alessandro Dal Bosco, Francesco Oliboni oraz Angelo Melotto. Do grupy misyjnej należał też kowal Isidoro Zilli. Po czteromiesięcznej podróży misjonarze dotarli do Chartumu, gdzie Dal Bosco pozostał jako prokurator misji. Pozostałych pięciu wyruszyło w dalszą drogę. 14 lutego 1858 znaleźli się w misji Santa Croce, gdzie pracowali przez około dwanaście miesięcy.
W 1859 Comboni wrócił do Włoch za względu na powtarzające się napady malarii. Przebywając w ojczyźnie rozpoczął pracę na rzecz misji afrykańskich, układając motto: O Nigrizia o morte! (wł. Albo Nigrizia albo śmierć!). W 1864 w Rzymie Comboni stworzył zarys wielkiego projektu misyjnego opartego na doświadczeniach zdobytych w Sudanie. W oparciu o idee ks. Mazzy – Zbawić Afrykę z Afryką! – planował oprzeć się na ludach afrykańskich, tworząc dla nich szkoły, w których przygotowana miała być przyszła kadra nauczycielska, medyczna i zaplecze misjonarskie. Chciał również w miejscach z lepszym dla Europejczyków klimatem tworzyć szkoły misyjne dla przyszłych białych misjonarzy.
Na przełomie 1864 i 1865 Comboni podróżował po Europie szukając funduszy i wsparcia dla realizacji swoich planów. Środki finansowe znalazł m.in. w Kolonii. W czerwcu 1867 założył zgromadzenie zakonne Misjonarzy Kombonianów Serca Jezusowego. W 1872 powstała jego żeńska gałąź (wł. Suore Missionarie Pie Madri della Nigrizia). Wówczas powstało też czasopismo misyjne, które do dzisiaj wychodzi w języku włoskim – „Nigrizia”.
W czasie I soboru watykańskiego w 1870 Comboni zaprezentował petycję w sprawie ewangelizacji Afryki Centralnej, łac. Postulatum pro Nigris Africæ Centralis. Dwa lata później papież Pius IX postanowił powierzyć misję w Afryce Subsaharyjskiej zgromadzeniu kombonianów. Comboni został mianowany w 1877 biskupem i wikariuszem apostolskim Afryki Centralnej. Sakrę biskupią otrzymał 12 sierpnia 1877 z rąk kardynała Alessandra Franchiego. Współkonsekratorami byli późniejszy kardynał, sekretarz kongregacji ds. biskupów Angelo Bianchi i arcybiskup Francesco Folicaldi.
W ostatnią podróż misyjną Comboni wyruszył z Neapolu 27 listopada 1880. Latem 1881 eksplorował łańcuchy górskie Nubii.
Przez całe życie bp Comboni walczył z niewolnictwem. Zmarł na cholerę 10 października 1881 w Chartumie.

## Cud w procesie kanonizacyjnym
Oprócz cudu wymaganego przez Kościół katolicki w procesie beatyfikacyjnym, wymagany jest kolejny cud przed ogłoszeniem błogosławionego świętym. W przypadku procesu kanonizacyjnego bł. Daniela Comboniego uznano za cud uzdrowienie trzydziestodwuletniej muzułmanki Lubny Abdel Aziz z Sudanu. Cud został uznany dekretem papieskim z 20 grudnia 2002. Jan Paweł II kanonizował bpa Comboniego 5 października 2003.